# 乾政彦

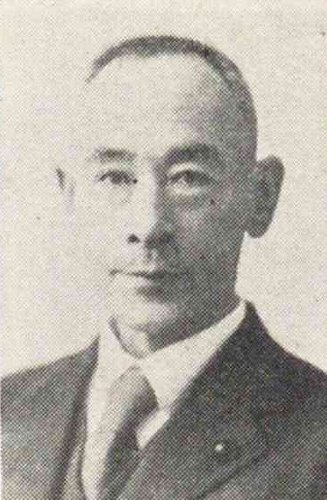
乾政彦

乾 政彦（いぬい まさひこ、1876年（明治9年）11月27日 - 1951年（昭和26年）4月29日）は、奈良県出身の法学者、弁護士、貴族院議員。弟の東季彦と共に佐佐木信綱門下の歌人としても知られた。

## 来歴・人物
十津川村出身。旧姓中垣。1889年、養子として乾家に入る。郷校文武館（現在の奈良県立十津川高等学校）を経て、1888年に上京。旧制日本中学校から第一高等学校を経て、1900年（明治33年）東京帝国大学法科大学を卒業後、同年、東京高等商業学校（現一橋大学）の講師に着任した。
1901年、文部省留学生としてドイツに渡り、ボン大学で民法を研究。1904年に帰国後、1905年から東京高商教授を務め、1914年に法学博士号を受けたが、1915年に弁護士へ転じ、1920年に東京高商が大学に昇格するまで非常勤講師として教鞭を執った。傍ら、東京帝国大学・陸軍経理学校・慶應義塾大学・明治大学・法政大学で講師として民法を教えた。
東京弁護士会会長を4回務め、1946年3月12月には貴族院勅選議員に任じられ、無所属倶楽部に属し1947年5月2日の貴族院廃止まで務めた。1951年4月に病没。享年75。死後、1952年に『乾政彦歌集』が上梓された。

## 親族
息子の乾孝は心理学者で法政大学名誉教授。孝の妻範子は児玉源太郎の孫。政彦の甥の東文彦は作家である。

## 著訳書
- 『七を貫く』乾法律事務所　1936

### 翻訳
- フォン・リスト『独逸刑法論』吾孫子勝共訳 早稲田大学出版部　1903
- ゲオルグ・マイエル『独逸国法論』共訳　有斐閣　1903